# Denise Bergon
Denise Bergon (6 de abril de 1912,Capdenac-Gare- 4 de febrero de 2006,Toulouse) es una monja que salvó a unos noventa y cinco refugiados judíos, incluidos 83 niños y niñas durante el nazismo en Francia.

## Biografía
Denis Bergon perteneció a la Compañía de María Nuestra Señora, orden religiosa fundada en 1607 por Juana Lestonnac. Denis Bergon era directora del internado católico Notre-Dame de Massip en Capdenac, a más de 200 kilómetros al norte de la ciudad de Toulousse, cuando se produjo la ocupación alemana de Francia y se dictaron leyes antijudías. Esta comuna francesa ubicada en el sur de Francia, en el departamento de Lot, fue una zona militar que por su cruce ferroviario fue estratégica durante la guerra.
En 1942, en una carta pastoral dirigida a sacerdotes y congregaciones religiosas condenó duramente la persecución de los judíos por parte del régimen de Vichy y recordó inequívocamente a los fieles el mandamiento de la fraternidad hacia los judíos.

“En nuestra diócesis han ocurrido escenas perturbadoras. Están separando familias y mandando a sus miembros a destinos desconocidos. Los judíos son hombres y mujeres, parte de la raza humana. Son nuestros hermanos. Un cristiano no puede olvidarse de eso”

Desde diciembre de 1942  Denis Bergon ayudó a víctimas de la persecución nazi albergando en la escuela refugio a menores judíos cuyos padres habían sido deportados o tuvieron que esconderse del régimen de Vichy o de las fuerzas de ocupación alemanas. Cuando pidió consejo al Arzobispo de Toulousse Mons Jules-Geraud Saliège este apoyó sus acciones e incluso respondió que si para salvar vidas humanas debía mentir lo hiciera. Además escondió a once adultos en la escuela y organizó refugio para varias familias judías. Sólo cuatro de las monjas que vivían allí sabían que eran judíos y los niños de Notre-Dame de Massip recibieron documentos falsos y asumieron identidades cristianas. Denise Bergon no sólo protegió a los niños de ser aprehendidos por autoridades y ocupantes, sino que también les brindó seguridad y tranquilidad ante la separación de sus padres a través de la atención personalizada y la participación en clases regulares. Siempre que fue posible, también ayudó a los niños a mantener contacto con sus padres ocultos. Al menos una vez acompañó a los niños al escondite de sus padres. Algunos fueron Albert Seifer (8 años) y su hermana Berthe (12 años) a principios del verano de 1943, Hélène Ullrich o Hélène Bach y su hermana Irene. Uno de los rescatados, Nati Michel Fréjer, escribió más tarde que él y los otros niños judíos se sentían "como niños normales" en el internado bajo el cuidado de Denis Bergon. Annie Beck (15 años en septiembre de 1942), también rescatada por Bergon, testificó después de la guerra sobre los niños rescatados en Massip:  

“Hubo un total de 80 u 85 cuyas vidas se salvaron porque una monja, la Sra. Bergon, mostró energía, coraje e ingenio suficiente para enfrentar todos peligros que ofrecer. Ella, y sólo ella, supo tomar decisiones con serenidad, incluso en los momentos más peligrosos”.

A partir de 1943 aumentó la presión de la persecución y los alemanes llevaron a cabo numerosas incursiones en la zona. A la menor señal de peligro, los niños iban a esconderse a los campos y bosques de los alrededores. Hasta que el sur de Francia fue liberada en agosto de 1944 no pudieron abandonar definitivamente el convento. Tras la guerra, Denise Bergon participó, entre otras cosas, en la creación y desarrollo del Institut médico-educatif de Massip, una institución para niños discapacitados. En 1992, Denise Bergon, que siempre fue llamada Madame Bergon por quienes la rodeaban, en lugar de Sœur Denise, Sor Denise, como era habitual entre las monjas, se mudó de Capdenac a Rodez a la casa madre de su orden la Sociedad de Nuestros Seres Queridos Doña María.Continuó trabajando hasta su muerte en 2006 y murió en Toulouse el 4 de febrero a la edad de 94 años.
En marzo de 2002, el periodista católico Jean-Pierre Denis (n. 1967) publicó el libro Nos enfants de la guerre ("Nuestros niños de la guerra") con el relato de Denise Bergon sobre sus esfuerzos de rescate. El autor, cuya madre y tía judías se encontraban entre los niños rescatados por Bergon, logró persuadir a la monja, que por lo demás había sido bastante reservada sobre el período, para participar en las conversaciones en las que se basa el trabajo.

## Premios y reconocimientos
- En 1979 condecorada con la medalla de la Reconnaissance française, Caballero de la Legión de honor (Palmes académiques, officier de l'ordre national du Mérite).[3]
- El 10 de febrero de 1980, el monumento conmemorativo de Instituto Yad Vashem de Jerusalén la incluyó en el círculo de los Justos de las Naciones. Título que podría considerarse equivalente a la canonización de los santos en la Iglesia Católica.[10]
- En 2000 se colocó una placa conmemorativa en el Convento de Notre-Dame de Massip "En ce lieu, de décembre 1942 à juillet 1944, quatre- vingt-trois enfants juifs ont été sauvés de la barbarie nazie par Denise Bergon* et Marguerite Roques*, filles de Notre-Dame, et Mlle Louise Thèbes*, à la demande de Mgr Salliège*, archevêque de Toulouse, et de Mgr de Courrège d'Ustou*."
- El 20 de octubre de 2013 una sala de reuniones de la subprefectura de Villefranche-de-Rouergue ha sido bautizada como Salle Soeur-Denise-Bergon.[3]